# Dálněvýchodní republika
Dálněvýchodní republika (rusky Дальневосто́чная респу́блика, ДВР, Dalněvostočnaja respublika, DVR), oficiálně Republika Dálného východu, někdy nazývaná jako Čitská republika, byl formálně nezávislý, de facto ale loutkový nárazníkový stát vznikajícího Sovětského Ruska, existující v letech 1920–1922. V současnosti je tato oblast součástí Ruska, Dálněvýchodního federálního okruhu.

## Vznik
Vytvořena byla na popud Lenina dne 6. dubna 1920 (po ruské občanské válce) také jako reakce na japonskou okupaci ruské části Dálného východu. Ústavodárné shromáždění bylo svoláno 12. listopadu 1921, veškerý vliv ale v tomto státě mělo sovětské Rusko.

## Vymezení

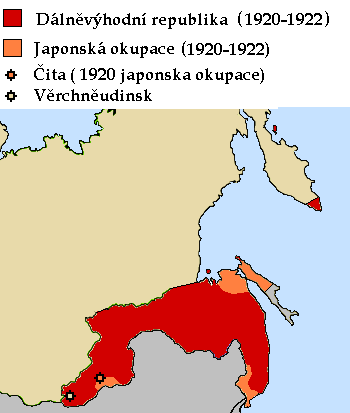

Hranice státu vedla podél západního břehu Bajkalského jezera, podél severní hranice Mongolska a Číny a dále jako dnešní hranice podle řeky Ussuri. Do republiky patřila také jižní část poloostrova Kamčatka. Oblast Vladivostoku byla po většinu existence obsazena japonskými a americkými vojáky. Jižní část úseku hranice podél řeky Ussuri, oblast kolem města Čity (hlavně rok 1920) a oblast kolem Nikolajevsku na Amuru byly okupovány dohodovými mocnostmi Japonskem a USA. Především Vladivostok byl okupován nejdéle.[zdroj?]

## Zánik
Jako nárazníkový stát komunistického Ruska přestala být republika po definitivním odchodu amerických a hlavně japonských oddílů z oblasti ruského Dálného východu užitečná pro původní účel, kvůli kterému byla vytvořena. Dne 15. listopadu 1922 byla tedy připojena k RSFSR jako Dálněvýchodní oblast (a později se přeměnila v pouhý kraj). Japonské oddíly ruské území opustily v roce 1922, severní Sachalin však zůstal pod japonskou okupací až do roku 1925.

## Poštovní známky
Na území této dočasné republiky bylo vydáno 36 známek. Polovina jich byla ruských s přetiskem DVR (v azbuce), zbytek byly známky sovětské Dálněvýchodní republiky z roku 1923. I ty byly ruské s přetiskem D V.